# Agnieszka Wierzbicka
Agnieszka Wierzbicka (ur. 30 sierpnia 1968) – polska profesor nauk rolniczych, specjalizująca się w zagadnieniach z zakresu inżynierii rolniczej i aparatury przemysłu spożywczego, oraz technologii żywności i żywienia człowieka. Dyrektor Instytutu Genetyki i Biotechnologii Zwierząt Polskiej Akademii Nauk, członek korespondent PAN od 3 grudnia 2021.
W 1992 roku ukończyła studia z zakresu technologii żywnosci i żywienia w Szkole Głównej Gospodarstwa Wiejskiego w Warszawie. Doktoryzowała się w 1998 roku na Wydziale Żywienia Człowieka SGGW, pisząc pracę na temat Krytycznych punktów reologicznych i sensorycznych w automatycznym procesie wytwarzania nadziewanych produktów spożywczych. Habilitację uzyskała w 2006 roku na Wydziale Inżynierii Produkcji Uniwersytetu Przyrodniczego w Lublinie na podstawie rozprawy Modelowanie fizycznych cech nadziewanych produktów spożywczych w zmiennych warunkach wytłaczania. Tytuł profesora nauk rolniczych nadano jej w 2018 roku.

## Wybrane artykuły naukowe
- Horbańczuk O.K. i inni, The Activity of Chosen Antioxidant Enzymes in Ostrich Meat in Relation to the Type of Packaging and Storage Time in Refrigeration, „Biomolecules”, 11 (9), 2021, s. 1338, DOI:https://dx.doi.org/10.3390%2Fbiom11091338
- Horbańczuk O.K. i inni, Physical Characteristics and Microbial Quality of Ostrich Meat in Relation to the Type of Packaging and Refrigerator Storage Time, „Molecules”, 26 (11), 2021, s. 3445, DOI:https://dx.doi.org/10.3390%2Fmolecules26113445
- Szpicer A. i inni, The influence of oat β-glucan content on the physicochemical and sensory properties of low-fat beef burgers, „CyTA - Journal of Food”, 18 (1), 2020, s. 315–327, DOI: https://doi.org/10.1080/19476337.2020.1750095
- Wierzbicka A., Zmiany tekstury wybranych wyrobów mięsnych w zależności od rodzaju zastosowanej substancji dodatkowej, „Inżynieria Rolnicza”, R. 11, nr 5 (93), 2007, s. 415–421, ISSN 1429-7264